# Gian Simmen
Pour les articles homonymes, voir Simmen.
Gian Simmen, né le 19 février 1977 à Coire, est un snowboardeur suisse. Il devient le premier champion olympique de half-pipe en 1998.

## Biographie

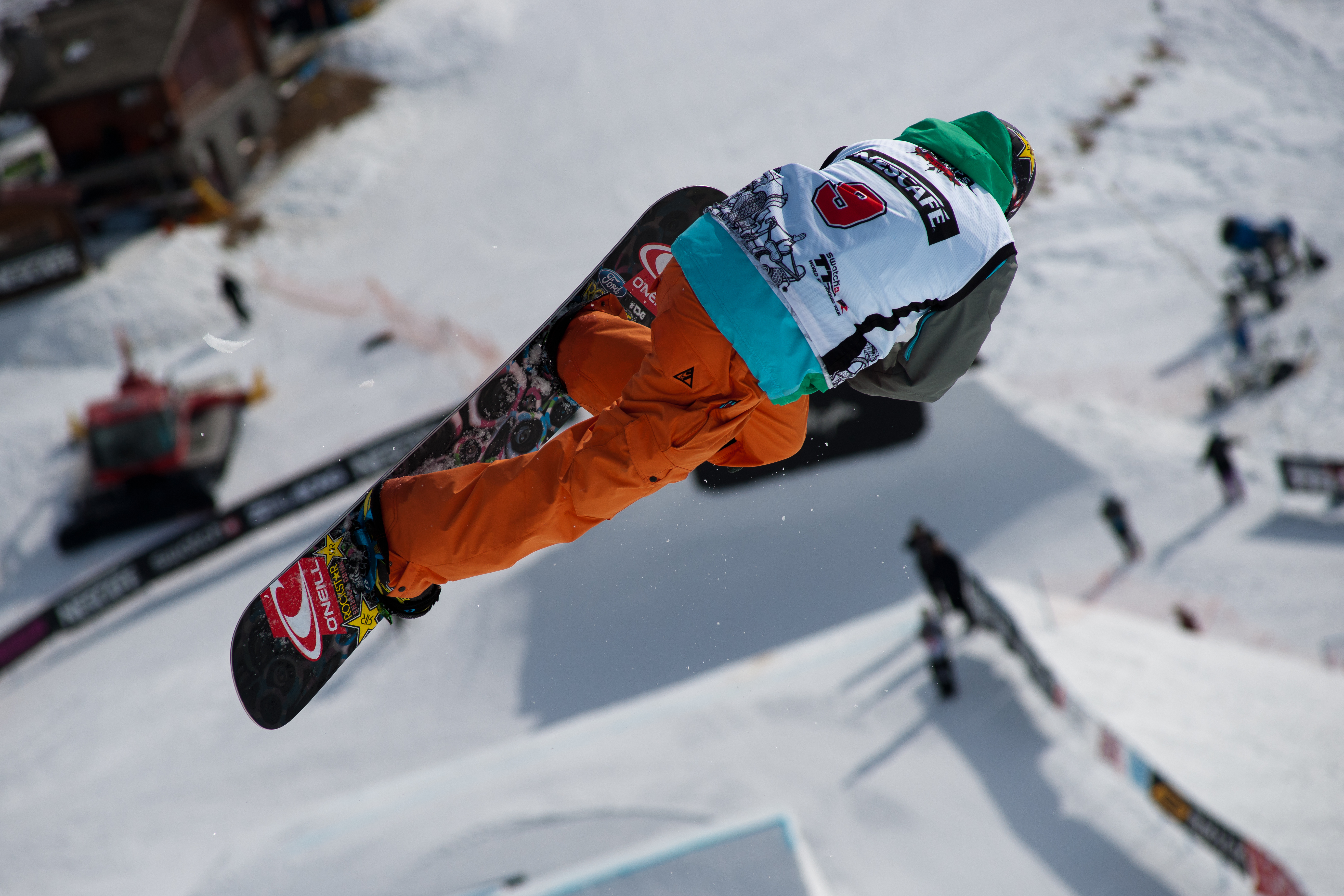
Gian Simmen à Leysin en 2011.

Gian Simmen, né le 19 février 1977 à Coire dans le canton des Grisons, est le neveu du joueur de hockey sur glace Jöri Mattli. Il vit à Valbella jusqu'à ce que sa famille déménage à Davos quand il a neuf ans. Gian Simmen commence le skateboard en été 1988 puis le snowboard l'hiver suivant. Sa famille déménage ensuite à Davos quand il a quatorze ans. Après avoir effectué un apprentissage dans un bureau à Arosa, il devient snowboardeur professionnel en novembre 1996 puis fait son service militaire en 1997.
Après avoir obtenu le titre de champion suisse de half-pipe en 1996, il participe à sa première compétition de Coupe du monde FIS en novembre 1997. Il est deuxième de l'épreuve de Coupe du monde de Saint-Moritz (Suisse) puis troisième des Championnats d'Europe de Fieberbrunn (Autriche) début 1998. Aux Jeux olympiques d'hiver de 1998 à Nagano (Japon), alors qu'il n'a encore jamais gagné de grande compétition et qu'il est âgé de 20 ans, il surprend en devenant le premier champion olympique de half-pipe le 12 février : après avoir remporté la première manche du tour final, il est quatrième du deuxième tour et termine premier avec un score total de 85,2 points.
Gian Simmen gagne sa première épreuve de Coupe du monde FIS le 18 novembre 2000 à Tignes, en France. Il remporte ensuite une épreuve de la Coupe du monde ISF deux semaines plus tard. En 2001 et 2002, il est premier des Championnats du monde de l'ISF. Il gagne à nouveau en Coupe du monde FIS le 9 janvier 2002 à Arosa en Suisse. Aux Jeux olympiques d'hiver de 2002 à Salt Lake City (États-Unis), où il porte le drapeau suisse lors de la cérémonie d'ouverture, il chute lors des deux manches de qualification se classe au 18e rang. Il ne se qualifie pas pour la finale.
Simmen termine 19e des Jeux olympiques d'hiver de 2006 à Turin (Italie). Comme en 2002, il ne se qualifie pas pour la finale. En 2010, il devient commentateur à la télévision pour Schweizer Fernsehen. Il participe à sa dernière épreuve en tant que professionnel lors de l'O'Neill Evolution 2013 à Davos.

## Palmarès

### Jeux olympiques d'hiver
| Épreuve / Édition | Épreuve / Édition | Nagano 1998 | Salt Lake City 2002 | Turin 2006 |
| Half pipe         | Half pipe         | Or          | 18e                 | 19e        |

### Championnats du monde
| Épreuve / Édition | Épreuve / Édition | Madonna di Campiglio 2001 |
| Half pipe         | Half pipe         | 16e                       |

### Coupe du monde de snowboard
- Trois podiums dont deux victoires
  - Deuxième place à Saint-Moritz (Suisse) en 1998
  - Victoire à Tignes (France) en 2000
  - Victoire à Arosa (Suisse) en 2002